# Sac
Pour les articles homonymes, voir Sac (homonymie).
 (novembre 2023).
Si vous disposez d'ouvrages ou d'articles de référence ou si vous connaissez des sites web de qualité traitant du thème abordé ici, merci de compléter l'article en donnant les références utiles à sa vérifiabilité et en les liant à la section « Notes et références ».

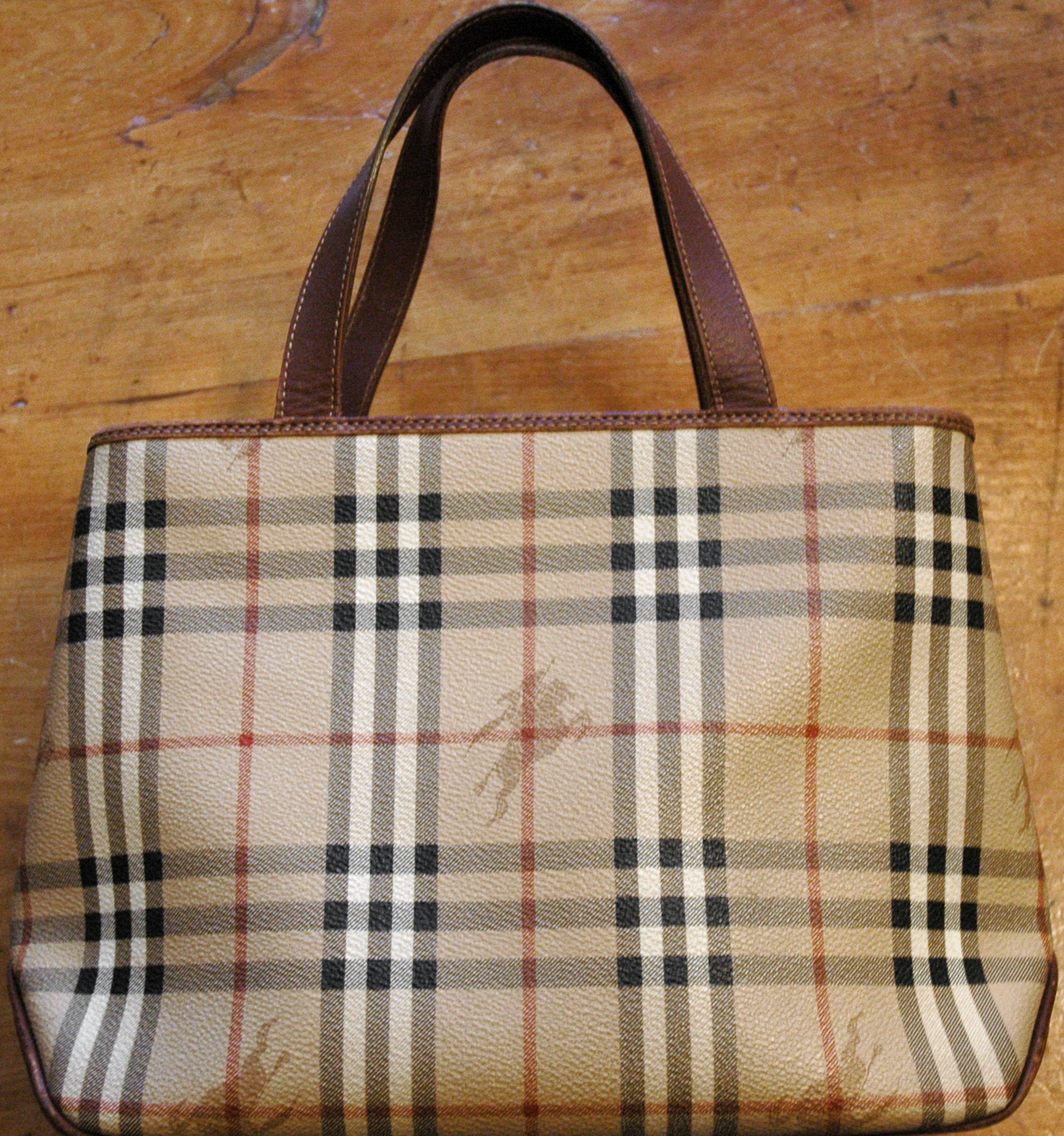
Sac à main avec motifs Burberry.

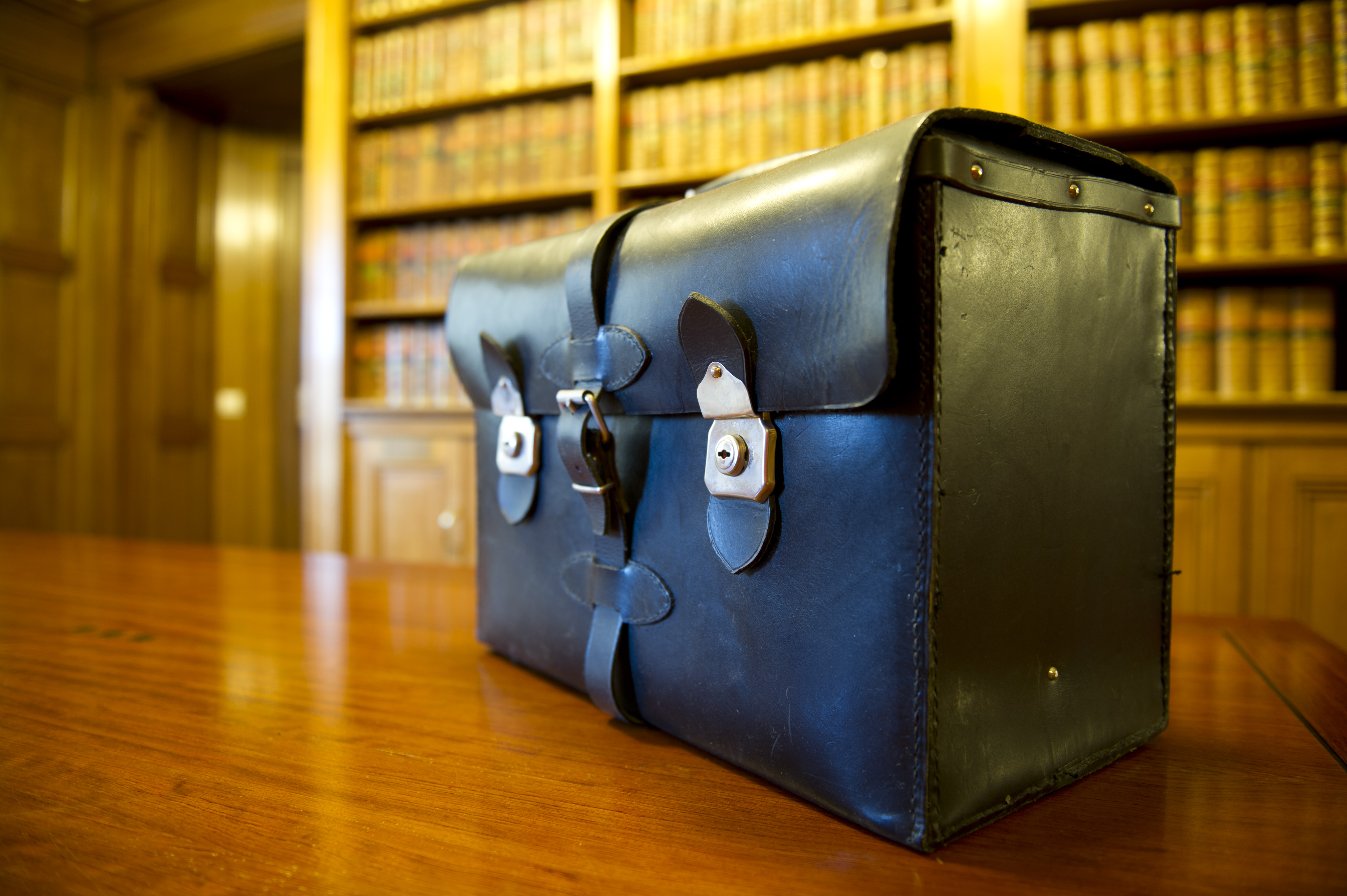
Vieux sac néerlandais.

Un sac est un récipient souple conçu pour contenir ou préserver quelque chose.
Cependant, au XXIe siècle, il existe de multiples types de sacs, car de nouvelles fonctions se sont ajoutées aux sacs, telle que celle de porter des charges lourdes.
Ces sacs ne sont donc plus tous souples mais les sacs utiles aux affaires de tous les jours restent quant eux petits, pratiques et souples pour les consommateurs.
Les sacs sont aussi utilisés dans des métiers où les charges lourdes sont omniprésentes comme dans le bâtiment où ces sacs sont donc beaucoup plus renforcés et rigides.

## Origines
L'ancêtre du sac a fait son apparition dans l'Antiquité[réf. souhaitée].

## Types
- Sac à dos
- Sachet
- Sac à main
- Sac à procès
- sacs à provisions (en)
- Sac à Tousignant
- Sac à vêtements
- Sac d'école ou cartable
- Sac de couchage
- Sac de survie
- Sac en papier
- Sac plastique
- Sac de farine (en)
- Tote bag
- Baise-en-ville

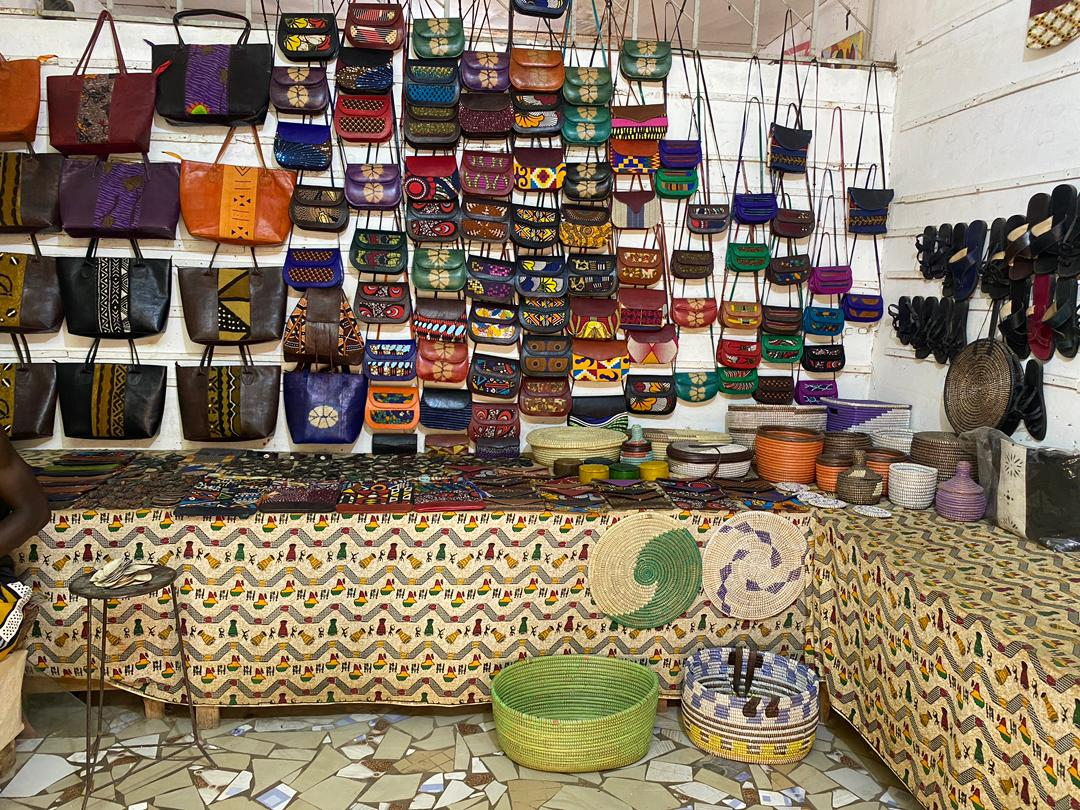
Création manuelle au Sénégal

- Sac ou emballage, autrefois en jute ou en papier, aujourd'hui en papier ou plastique pour le transport et le stockage de pulvérulents, granulés. Sac de charbon, de ciment, de farine ou de croquettes, etc.
- Sac du marin, ensemble des effets d'habillement des matelots et quartiers-maîtres de la marine nationale française.

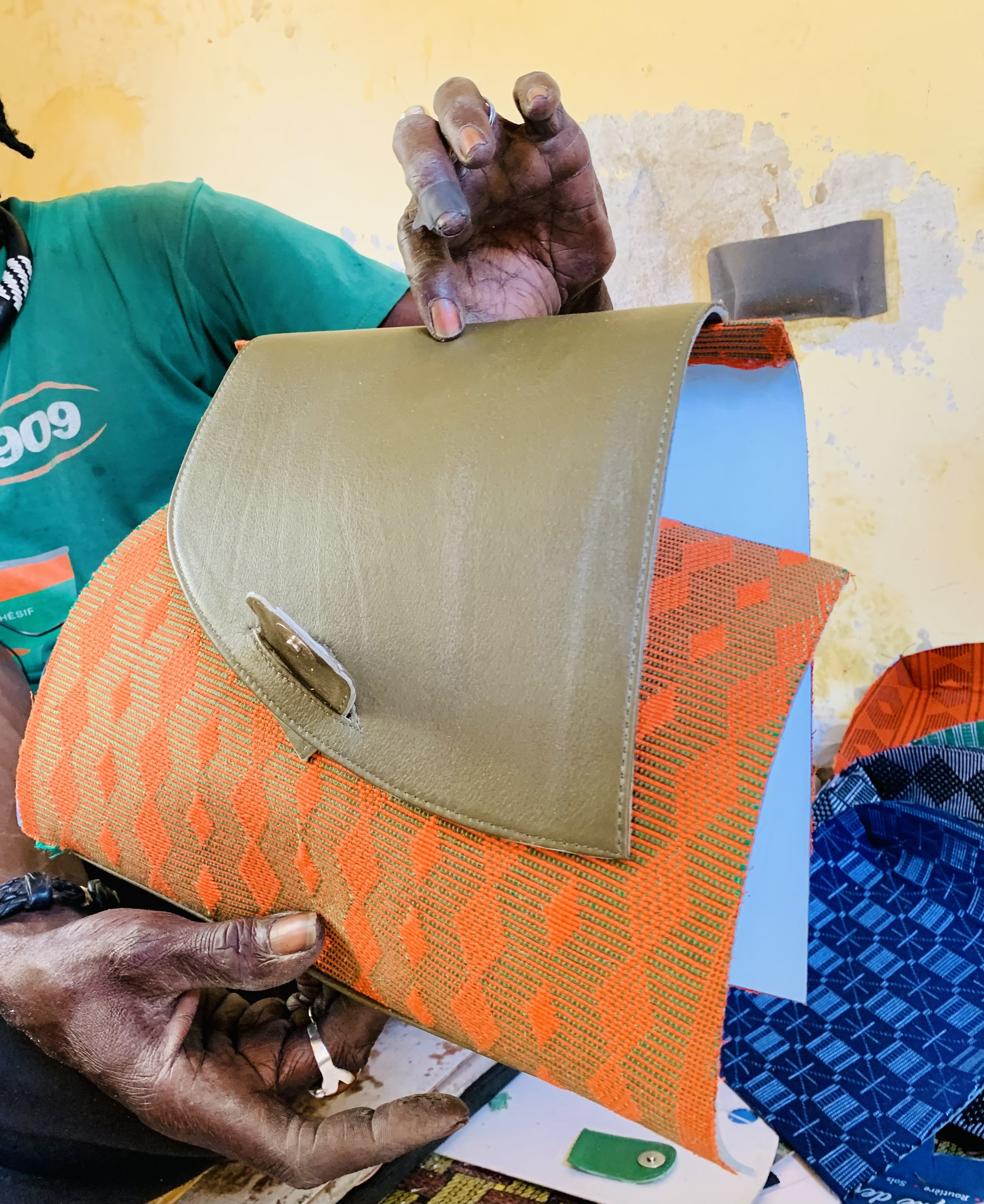
Fabrication d'un sac au village artisanal de Soumbédioune au Sénégal

- Sac seau